# Triangelhandeln
Triangelhandeln var en sjöfartsrutt i tre steg, mellan olika landmassor på skilda sidor av Atlanten under 1500-, 1600-, 1700- och 1800-talen. Trafiken skedde i första hand mellan Västeuropa, Västafrika och Nordamerika / Karibien. Afrika levererade bland annat slavar till Amerika, Amerika levererade råvaror till Europa och Europa färdiga varor till Afrika. Det främsta syftet var för européerna att få tag på råvaror från sina kolonier.

## Två trianglar

### Triangelhandeln runt Västeuropa, Västafrika och Nordamerika

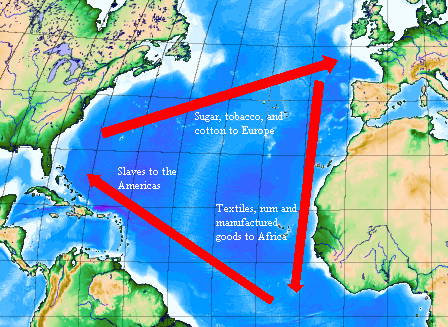
En illustration över den mest omfattande triangelhandeln, mellan Västeuropa, Västafrika och Amerika.

Från Västeuropas hamnar skeppades tyg, pärlor och spritdrycker (framför allt rom) och manufakturvaror av metall, glas med mera till Västafrika. Varorna byttes mot slavar med den lokala befolkningen. Slavarna hade ofta fångats in av afrikaner, de hade efter strider mellan folkgrupper tagit människor från den förlorande sidan i striderna och sålde dem. Man sålde aldrig människor från sin egen folkgrupp. Därefter gick båtarna från Västafrika till Amerika med slavarna. I Amerika var behovet av billig arbetskraft stort och slavarna arbetade på socker-, bomulls- och tobaksfälten. Triangeln fullbordades då skeppen åkte tillbaka till Västeuropa med jordbruksprodukter som största handelsvara.
Från Amerika gick timmer, spannmål, kött och fisk till Västeuropa. Västindien försåg Storbritannien med guld, socker och sirap och Storbritannien försåg Amerika med stål, textilier och andra fabriksvaror.
Triangelhandeln hade stor betydelse för den ekonomiska utvecklingen i både Europa, Afrika och Nordamerika.

### Triangelhandeln runt Västafrika, Karibien och New England

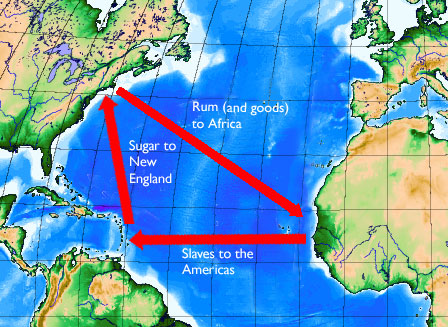
En illustration över triangelhandelns rutt Västafrika, Karibien och New England

Slavarna hade ofta fångats in av afrikaner, de hade efter folkgruppsstrider tagit människor från den förlorande sidan i striderna och sålde dem.  Därefter gick båtarna från Västafrika till Karibien med slavarna. I Karibien var behovet av billig arbetskraft stort och slavarna arbetade på sockerfälten, som producerade socker som sedan skeppades till New England. Triangeln fullbordades då skeppen åkte tillbaka till Västafrika med spritdrycker (framför allt rom) som största handelsvara.